# Liste der Biografien/Sht
Liste der Biografien |
Portal Biografien |
Personensuche
# |
A |
B |
C |
D |
E |
F |
G |
H |
I |
J |
K |
L |
M |
N |
O |
P |
Q |
R |
S |
T |
U |
V |
W |
X |
Y |
Z |
?
 
Sa |
Sb |
Sc |
Sd |
Se |
Sf |
Sg |
Sh |
Si |
Sj |
Sk |
Sl |
Sm |
Sn |
So |
Sp |
Sq |
Sr |
Ss |
St |
Su |
Sv |
Sw |
Sy |
Sz
 
Sha |
Shc |
She |
Shh |
Shi |
Shk |
Shl |
Shm |
Shn |
Sho |
Shp |
Shr |
Sht |
Shu |
Shv |
Shw |
Shy
Die Liste der Biografien führt alle Personen auf, die in der deutschsprachigen Wikipedia einen Artikel haben. Dieses ist eine Teilliste mit 11 Einträgen von Personen, deren Namen mit den Buchstaben „Sht“ beginnt.

## Sht

### Shta
- Shtarkman, Alexander (* 1967), US-amerikanischer Pianist und Musikpädagoge

### Shte
- Shtein, Maksym (* 1980), deutsch-ukrainischer Basketballspieler
- Shteinman, Aharon Jehuda Leib (1913–2017), israelischer Rabbiner und Posek
- Shteyngart, Gary (* 1972), US-amerikanischer Kulturjournalist und Schriftsteller russischer HerkunftGary Shteyngart (* 1972)

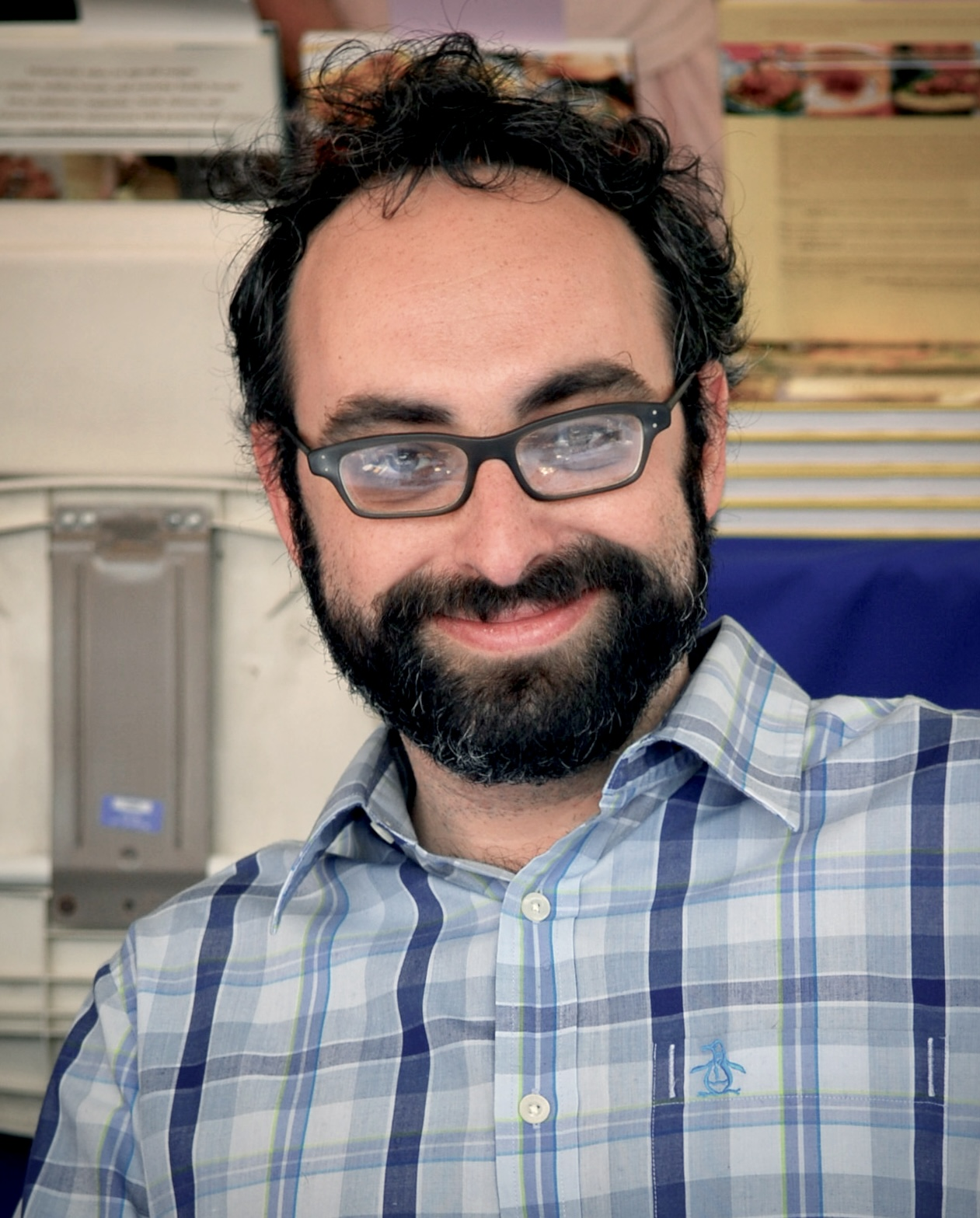
Gary Shteyngart (* 1972)

### Shti
- Shtino, Aida (* 1970), albanische Investigativjournalistin und Fernsehmoderatorin
- Shtivelberg, Victor (* 1960), sowjetischer Kunstmaler und Bildhauer

### Shtr
- Shtromas, Alexander (1931–1999), litauisch-US-amerikanischer Jurist und Politikwissenschaftler
- Shtruhl, Ophelia (1940–2022), israelische Schauspielerin

### Shtu
- Shtufi, Krist (* 1974), kosovarischer Philosoph

### Shty
- Shtylla, Behar (1918–1994), albanischer kommunistischer Politiker
- Shtylla, Medar (1907–1963), albanischer kommunistischer Politiker (PPSh)